# Plaque d'immatriculation serbe
Les plaques d'immatriculation de la Serbie  consistent en deux lettres indiquant la provenance, ensuite quatre chiffres et deux autres lettres. Elles utilisent des caractères noirs sur fond blanc.

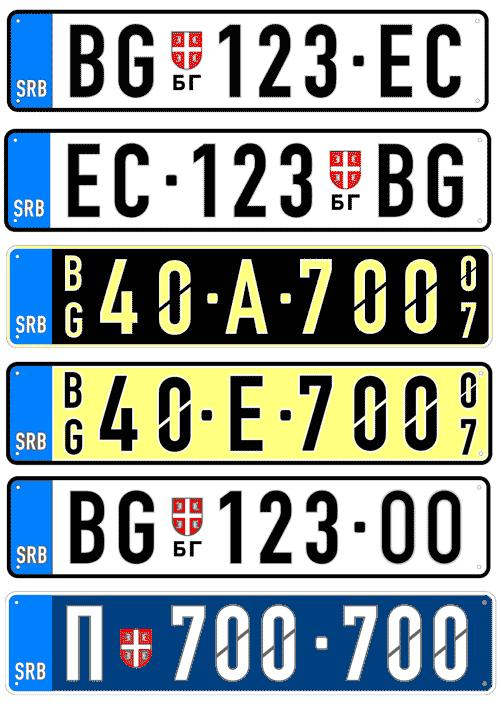
Plaques d'immatriculation en Serbie

| Sigle | Ville             | Notes                                                                                          |
| ----- | ----------------- | ---------------------------------------------------------------------------------------------- |
| AR    | Aranđelovac       |                                                                                                |
| BG    | Belgrade          |                                                                                                |
| BO    | Bor               |                                                                                                |
| ČA    | Čačak             |                                                                                                |
| GM    | Gornji Milanovac  |                                                                                                |
| JA    | Jagodina          | Elle a remplacé SV (Svetozarevo) depuis 1990.                                                  |
| KI    | Kikinda           | Elle a remplacé KK, l'ex-sigle de Kikinda.                                                     |
| KK    | Kikinda           | remplacée par KI, l'actuel sigle de Kikinda.                                                   |
| KG    | Kragujevac        |                                                                                                |
| KV    | Kraljevo          |                                                                                                |
| KŠ    | Kruševac          |                                                                                                |
| LE    | Leskovac          |                                                                                                |
| LO    | Loznica           |                                                                                                |
| NI    | Niš               |                                                                                                |
| NP    | Novi Pazar        |                                                                                                |
| NS    | Novi Sad          |                                                                                                |
| PA    | Pančevo           |                                                                                                |
| PN    | Paraćin           |                                                                                                |
| PI    | Pirot             |                                                                                                |
| PO    | Požarevac         |                                                                                                |
| PB    | Priboj            |                                                                                                |
| PK    | Prokuplje         |                                                                                                |
| RU    | Ruma              |                                                                                                |
| SD    | Smederevo         |                                                                                                |
| SM    | Sremska Mitrovica |                                                                                                |
| SO    | Sombor            |                                                                                                |
| SU    | Subotica          |                                                                                                |
| SV    | Svilajnac         |                                                                                                |
| ŠA    | Šabac             |                                                                                                |
| TS    | Trstenik          |                                                                                                |
| UE    | Užice             | Elle a remplacé TU, l'ex-sigle de Užice, ensuite connue comme Titovo Užice. Changée en 1990.   |
| TU    | Titovo Užice      | Remplacée par UE, l'actuel sigle de Titovo Užice, ensuite connue comme Užice. Changée en 1990. |
| VA    | Valjevo           |                                                                                                |
| VR    | Vranje            |                                                                                                |
| VŠ    | Vršac             |                                                                                                |
| ZA    | Zaječar           |                                                                                                |
| ZR    | Zrenjanin         |                                                                                                |